# Liste der ägyptischen Botschafter im Vereinigten Königreich
Die ägyptische Botschaft befindet sich in No. 2 Lowndes Street Belgravia.

## Botschafter
| Ernannt       | Name                          | arabisch               | Bemerkungen | ernannt von            | akkreditiert bei           | Posten verlassen |
| ------------- | ----------------------------- | ---------------------- | --- | ---------------------- | -------------------------- | ---------------- |
| 14. Jan. 1924 | Aziz Ezzat Pasha              | عزيز باشا عزت          | Ministre plénipotentiaire | Fu'ād I.               | Ramsay MacDonald           |                  |
| 1927          | Sezostories Bek Siedaros      | سيزوستوريس بك سيداروس  | Ministre plénipotentiaire | Fu'ād I.               | Henry Campbell-Bannerman   |                  |
| 4. Okt. 1928  | Mohamed Abdel-Malak Hamza Bek | عبد الملك بك حمزة      | Geschäftsträger | Fu'ād I.               | Ramsay MacDonald           |                  |
| 13. Juli 1934 | Abdel-Wahab Dawoud            |                        | Geschäftsträger | Fu'ād I.               | Stanley Baldwin            |                  |
| 19. Feb. 1935 | Hassan Sabry Pasha            | حسن صبرى               | Ministre plénipotentiaire, ab 28. Juni 1940 Ministerpräsident einer Regierung ohne die Wafd-Partei.                                                    | Fu'ād I.               | Stanley Baldwin            |                  |
| 11. März 1937 | Hafez Affifi                  | د.حافظ باشا عفيفى      | Ministre plénipotentiaire Dr. Hafez Afifi Pasha (* 1886 in Kairo) first Egyptian Ambassador to the Court of St James’s Kinderarzt, 1928 Außenminister. | Faruq                  | Arthur Neville Chamberlain |                  |
| 1937          | Abd Elrahman Bek Hakey        | عبد الرحمن بك حقى      | Geschäftsträger | Faruq                  | Henry Campbell-Bannerman   |                  |
| 24. Juni 1938 | Hassan Nashat                 | د.حسن باشا نشأت        | | Faruq                  | Arthur Neville Chamberlain |                  |
| 24. Juli 1945 | F. D. Amr Bey                 | عبدالفتاح باشا عمرو    | | Faruq                  | Winston Churchill          |                  |
| 30. Okt. 1952 | Mahmud Fauzi                  | د.محمود فوزى           | | Fu'ād II.              | Winston Churchill          |                  |
| 18. März 1953 | Abd Elrahman Hakky            | عبد الرحمن حقى         | | Muhammad Nagib         | Winston Churchill          |                  |
| 18. Okt. 1955 | Samy Abu Elfetouh             | سامى ابو الفتوح        | | Gamal Abdel Nasser     | Anthony Eden               |                  |
| 1959          | Kamal Khalil                  | كمال خليل              | Geschäftsträger | Gamal Abdel Nasser     | Harold Macmillan           |                  |
| 24. März 1961 | Mohamed Awad Elquni           | محمد عوض القونى        | Vereinigte Arabische Republik | Gamal Abdel Nasser     | Harold Macmillan           |                  |
| 23. Juni 1964 | Muhammad Hafez Ismail         | محمد حافظ إسماعيل      | | Gamal Abdel Nasser     | Harold Wilson              |                  |
| 20. Dez. 1967 | Ahmed Hassan Elfiky           | أحمد حسن الفقى         | | Gamal Abdel Nasser     | Harold Wilson              |                  |
| 12. Okt. 1971 | Kamal Eldin Refaat            | كمال الدين رفعت        | | Anwar as-Sadat         | Edward Heath               |                  |
| 16. Mai 1974  | Saad Mohamed Elshazli         | سعد محمد الشاذلى       | | Anwar as-Sadat         | Harold Wilson              |                  |
| 31. Okt. 1975 | Mohamed Samieh Anwar          | محمد سميح أنور         | | Anwar as-Sadat         | Harold Wilson              |                  |
| 27. Feb. 1980 | Hassan Abu Seeda              | حسن أبوسعده            | | Anwar as-Sadat         | Margaret Thatcher          |                  |
| 29. Nov. 1984 | Youssef Abd Elaziz Shrarah    | يوسف عبدالعزيز شراره   | | Muhammad Husni Mubarak | Margaret Thatcher          |                  |
| 14. Sep. 1988 | Mohamed Shaker                | د.محمد إبراهيم شاكر    | | Muhammad Husni Mubarak | Margaret Thatcher          |                  |
| 15. Sep. 1997 | Adel Salah Eldin Elgazar      | عادل صلاح الدين الجزار | | Muhammad Husni Mubarak | Tony Blair                 |                  |
| 1. Aug. 2004  | Gehad Madi                    | حهاد ماضي              | | Muhammad Husni Mubarak | Tony Blair                 |                  |
| 1. Dez. 2008  | Hatem Seif El Nasr            | حاتم سيف النصر         | | Muhammad Husni Mubarak | Gordon Brown               |                  |
| 15. Mai 2013  | Mohamed Ashraf El Kholy       |                        | 2010: Botschafter in Bangkok | Mohammed Mursi         | David Cameron              |                  |